# Arthur Eaglefield Hull
Arthur Eaglefield Hull   (10 de març de 1876 - 4 de novembre de 1928) fou un compositor i crític musical anglès.
Estudià a la Universitat d'Oxford amb el professor Tobias Matthay i més tard fou nomenat director del Col·legi de Música de la seva ciutat natal. També fou director de The Monthly Musical Record. Com a musicòleg va publicar les obres; Organ Playing, its Technique and Expression (1911); Modern Harmony (1914); ed. espanyola, 1921); The Sonata in Music; Scriabin; Bach, i Three English Composers''.
A més, va compondre les composicions Resurrection Morning, oratori; Hail Festal Dail, cantat, i diverses peces per a piano.
Finalment va donar edicions completes de les obres per a orgue de Bach i Mendelssohn.